# Lixi, Hunan
Lixi (kinesiska: 李熙, 李熙镇) är en köping i Kina. Den ligger i provinsen Hunan, i den södra delen av landet, omkring 300 kilometer sydväst om provinshuvudstaden Changsha.
Genomsnittlig årsnederbörd är 1 741 millimeter. Den regnigaste månaden är maj, med i genomsnitt 246 mm nederbörd, och den torraste är december, med 65 mm nederbörd.